# Phoeniculus
Phoeniculus – rodzaj ptaków z rodziny sierpodudków (Phoeniculidae).

## Zasięg występowania
Rodzaj obejmuje gatunki występujące w Afryce.

## Morfologia
Długość ciała 26–40 cm; masa ciała 22–99 g.

## Systematyka

### Etymologia
- Phoeniculus: zdrobnienie gr. φοινιξ phoinix, φοινικος phoinikos „karmazynowy, czerwony”. Sierpodudek purpurowy ma cienki, czerwony dziób[5].
- Irrisor: łac. irrisor, irrisoris „przedrzeźniacz, szyderca”, od irridere „śmiać się z czegoś”[6]. Gatunek typowy: Upupa erythrorhynchus Latham, 1790 (= Promerops purpureus J.F. Miller, 1784).

### Podział systematyczny
Do rodzaju należą następujące gatunki:
- Phoeniculus purpureus (J.F. Miller, 1784) – sierpodudek purpurowy
- Phoeniculus damarensis (Ogilvie-Grant, 1901) – sierpodudek fioletowy
- Phoeniculus somaliensis (Ogilvie-Grant, 1901) – sierpodudek czarnodzioby
- Phoeniculus bollei (Hartlaub, 1858) – sierpodudek białogłowy
- Phoeniculus castaneiceps (Sharpe, 1871) – sierpodudek leśny